# Un trabajo muy sucio
Un trabajo muy sucio es la novena novela de Christopher Moore, publicada en 2006 en su edición original. Reflejando las tendencias del autor hacia la Ficción Absurdista, el contenido de la novela procede de su propia experiencia en tratar con las necesidades de familiares y amigos en estados próximos a la muerte. 

## Argumento
La historia se centra en Charlie Asher, un "macho beta" (como oposición al "macho alfa") que lleva una satisfactoria vida como propietario de una tienda de segunda mano en San Francisco. En el momento en que su mujer Rachel muere inesperadamente en el hospital, poco después de dar a luz a su primera hija (Sophie), Charlie se ve envuelto en la nueva tarea de recuperar las almas de los muertos, así como protegerlas de las fuerzas del inframundo. Sólo se va dando cuenta de las ramificaciones de su trabajo tras desentrañar varias pistas y complicaciones. Finalmente,Charlie se decide a enfrentase directamente a las fuerzas de la oscuridad.

## Temas
Como todas las novelas de Christopher Moore, esta es humanística, con protagonistas normales consiguiendo el triunfo, y algo absurdista, con situaciones estúpidas, gags y chistes sexuales.
Un tema recurrente en la novela es el concepto del "macho beta" (concebido por Moore), que es inferior en estatus social y fuerza al macho alfa, pero sobrevive por el mero poder de la imaginación. El libro pretende ser, en parte, un análisis histórico y psicológico del "macho beta".
La novela se refiere a textos antiguos como el Libro Tibetano de los Muertos. Un Trabajo Muy Sucio también invoca a criaturas mitológicas como las Morrigan, e inventa un nuevo tipo de forma de vida re-animada, basada en las "Curiosas Monstruosidades" de Monique Motil, para elaborar el argumento.

## Derechos Cinematográficos y Popularidad
Poco después de su publicación, Un Trabajo Muy Sucio alcanzó el noveno puesto en la lista de Best-Sellers del New York Times. Se ha publicado una edición íntegra del libro en Compact Disc, narrada por Fisher Stevens. En agosto de 2006 los derechos cinematográficos de la película fueron adquiridos por Chris Columbus y su compañía, 1492 Productions. En octubre Un Trabajo Muy Sucio ganó el Quill Award dee 2006 en la categoría de ficción general.

## Apariciones de personajes de novelas previas
Unos cuantos personajes de los primeros trabajos de Moore continúan sus vidas en esta historia: Minty Fresh de Coyote Blue y, ya que la historia está situada en San Francisco (donde se desarrolla La Sanguijuela de Mi Niña), Jody (sin ser nombrada, en un cameo), El Emperador (y sus dos "soldados", Holgazán y Lazarus), y los detectives Alphonse Rivera y Nick Cavuto. El encuentro de Jody con Charlie Asher es mostrado también, desde la perspectiva de ella, en ¡Chúpate Esa!, la continuación de La Sanguijuela de Mi Niña.